# Балістит
Балістит (або баліститний порох) — загальна назва одного з типів гомогенних твердих палив (бездимних порохів), основними компонентами яких є нітрати целюлози і нітроефірні розчинники, наприклад, нітрогліцерин.
У західній літературі їх називають двохосновні (англ. double base) . Баліститом також називається бездимний порох, запатентований Альфредом Нобелем.

## Винайдення і склад
Альфред Нобель запатентував баллістит в 1887 році, коли він жив у Парижі. Його рецептура складалася з 10 % камфори та рівних частин нітрогліцерину та колодію. Камфора реагувала з кислими продуктами хімічного розпаду двох вибухових речовин. Це одночасно стабілізувало вибухівку проти подальшого її розкладання та запобігло спонтанним вибухам. Однак камфора має тенденцію випаровуватися з часом, залишаючи потенційно нестійку суміш.
Англійські професори Фредеріком Августом Абель та Джеймс Дьюар, які співпрацювали з Нобелем, у 1889 році запатентували модифіковану форму баліститу, порох із низьким вмістом диму під назвою кордит, що складався з 58 % нітрогліцерину, 37 % нітроцелюлози та 5 % вазеліну. Це призвело до патентної суперечки між Нобелем та англійцями, яку швед програв у всіх випадках, оскільки він занадто неточно визначив нітроцелюлозу у своїх претензіях.
При виготовленні баліститного пороху нітроцелюлоза желатинізується в розчиннику і до складу вводяться технологічні добавки, що поліпшують механічні та хімічні властивості готового пороху. Залежно від хімічного складу і співвідношення компонентів розрізняють конкретні марки порохів. Так, в експериментальних дослідженнях горіння баліститних порохів найбільш широке застосування отримав порох Н, в якому за масою міститься 56,44 % колоксиліну з 11,7-12,2 % азоту, 27,72 % нітрогліцерину, 10,89 % динітротолуолу, 2,97 % централіту, 0,99 % вазеліну і 0,99 % води.

## Військове застосування
У патенті Нобеля зазначено, що нітроцелюлоза повинна бути «загальновідомого розчинного виду». Він запропонував продати права нової вибухової речовини французькому уряду, але той відмовився, значною мірою тому, що щойно прийняли Poudre B для військового використання. Згодом він ліцензував права для італійського уряду, який уклав контракт 1 серпня 1889 р. на отримання 300 000 кілограмів баліститу, і Нобель відкрив фабрику в Авільяні, Турин.
Італійська армія швидко замінила гвинтівки M1870 та M1870/87, що використовували патрони з димним порохом, на нову модель M1890 Vetterli, яка використовувала патрон, заряджений баліститом.
Оскільки Італія була суперницею Францієї, французька преса та громадськість сприймала це погано. Газети звинувачували Нобеля у промисловому шпигунстві за Полем Вейєм (винахідником Poudre B) і в «державній зраді Франції». Після поліцейського розслідування йому було відмовлено в дозволі проводити додаткові дослідження або виробляти вибухівку у Франції. Тому той переїхав до Сан-Ремо, Італія, в 1891 році, де провів останні п'ять років свого життя.
Балістит все ще виробляється у вигляді твердого ракетного палива, де замість камфори використовується менш летючий, але хімічно подібний дифеніламін.
Роботи над військовим застосуванням баліститного пороху в реактивних снарядах почалися в 1930-ті р, і в СРСР були отримані порохи, реалізовані в реактивних снарядах М-13 і в реактивних системах залпового вогню («Катюша») під час Німецько-Радянської війни  .